# Notostraca
Notostraca bao gồm một họ duy nhất Triopsidae, thường được gọi là Họ Tôm nòng nọc. Hai chi, Triops và Lepidurus, được xem là hóa thạch sống, đã không thay đổi đáng kể hình thái bên ngoài kể từ kỷ Devon. Chúng có một cái mai rộng bằng phẳng, che đầu và một cặp mắt kép. Bụng dài, dường như phân đoạn và mang nhiều đôi chân phẳng. Notostraca là động vật ăn tạp sống ở đáy hồ tạm thời và hồ cạn.